# Juan María Fernández y Krohn
Juan María Fernández y Krohn (nascido em 1948) é um ex-padre católico espanhol tradicionalista, jornalista e advogado, condenado após tentar assassinar o Papa João Paulo II em 1982.

## Início de vida
Fernández y Krohn nasceu em c. 1948 na cidade de Madri, filho de uma família andaluza de classe média com ancestrais noruegueses distantes. Ele estudou nas Escuelas Pías no distrito de Argüelles de Madri. Aos 17 anos, começou a estudar economia na Universidade Complutense de Madrid. No início de seus estudos ingressou na fraternidade sindicalista e falangista Frente de Estudiantes Sindicalistas (FES) e atuou como ativista na ala progressista do grupo. Ele se formou com resultados muito bons. Depois de se afastar de suas antigas atividades políticas, assumiu cada vez mais posições anticomunistas e integralistas e visitou vários locais de aparições marianas.

## Atividade sacerdotal
Em 1975 Krohn foi a Écône no cantão suíço de Valais para entrar em contato com a Fraternidade Sacerdotal de São Pio X. Na Argentina e depois no Brasil, ele continuou a entrar em contato com comunidades integralistas. Em 1978, Fernández foi ordenado ao sacerdócio pelo arcebispo tradicionalista e fundador da FSSPX Marcel Lefebvre. Como sacerdote, cuidou de duas congregações da FSSPX perto de Paris e em Rouen.
A FSSPX foi fundada em 1970 para aderir aos ritos e disciplinas da Igreja Católica Romana antes do Concílio Vaticano II (1962-1965).
Em 1979, Fernández y Krohn foi expulso por ter mostrado "sinais de instabilidade mental" e criticar o arcebispo Lefebvre por alegadamente uma oposição muito fraca ao papa. Segundo a Irmandade, ele separou-se de Lefebvre em 1980 e se juntou a um grupo sedevacantista.
Em julho de 1981, ele viajou para a Polônia, tentando sem sucesso realizar uma entrevista com Lech Wałęsa, o fundador do sindicato anticomunista Solidariedade.

## Tentativa de assassinato do Papa João Paulo II
Em 12 de maio de 1982, Fernández y Krohn agrediu o Papa João Paulo II com uma baioneta em Fátima, Portugal, por ocasião da peregrinação do Papa para agradecer por sua vida ter sido poupada um ano antes na Praça de São Pedro no ataque do assassino Mehmet Ali Ağca .
Fernández levantou-se da multidão de batina, aproximou-se do papa por trás e gritou "Abaixo o Papa, abaixo o Concílio Vaticano II". Ele então esfaqueou João Paulo II com a baioneta de um rifle Mauser. Um assessor do papa afirmou que ele o feriu, pois havia sangue no chão quando eles retornaram ao Vaticano.
João Paulo II sobreviveu ao ataque e abençoou o assassino. Fernández y Krohn foi preso pela segurança sem resistência.

## Acusação e condenação
Juan María Fernández y Krohn teve que responder pela tentativa de homicídio tanto sob a lei da Igreja como sob a lei penal portuguesa.

### Tribunal civil
Em 2 de maio de 1983 foi condenado e sentenciado a seis anos e meio de prisão pela prática dos crimes de tentativa de homicídio qualificado e uso de arma restrita. A reação de Krohn, que dirigiu ao coletivo as palavras “fantoches, assassinos, comunistas”, valeu-lhe novo processo sumário, no mesmo dia, numa sessão de que esteve ausente, devido ao seu comportamento “marcado por repetidas atitudes de perturbação dos trabalhos”  sendo condenado a mais sete meses de prisão por desacato ao tribunal. Pelos três crimes de injúrias, foi condenado a mais três meses de prisão e um total de 90 dias de multa (ou 60 dias de prisão), levando a uma pena única de sete anos de prisão e 90 dias de multa (ou 60 dias de prisão).
Colocado no Estabelecimento Prisional de Vale dos Judeus, em Alcoentre, em 9 de agosto de 1983, Krohn obteve liberdade condicional em 21 de novembro de 1985, tendo obtido a liberdade definitiva, com expulsão do país, em 21 de maio de 1989.

### Tribunal religioso
Como membro da Igreja Católica Romana, o perpetrador, de acordo com os Cânones 1331 e 1370 § 1 do código da Igreja, incorreu na pena de excomunhão da Igreja. No caso do uso da força contra o papa, a pena entra em vigor diretamente, sem julgamento. Devido à excomunhão, Fernández y Krohn perdeu o direito de receber ou conferir os sacramentos até que pudesse se reconciliar na confissão.

## Outras atividades criminosas
Em 1996, Fernández y Krohn foi acusado de incêndio criminoso na filial de Bruxelas do partido separatista basco Herri Batasuna e foi condenado.
Em 2000, tentou agredir o rei Alberto II da Bélgica, sendo novamente preso. Em julho de 2000, Fernández atacou Juan Carlos I da Espanha, como um manifestante enfurecido, que violou a segurança e tentou se aproximar do rei. Krohn foi acusado e condenado, e foi sentenciado a cinco anos de prisão.

## Vida pessoal
Após a sua expulsão de Portugal, Fernández y Krohn foi para a Bélgica, onde abandonou o sacerdócio, casou-se com uma jornalista portuguesa, trabalhou como advogado e tornou-se blogueiro. Lá ele ganhou notoriedade adicional, onde "ganhou uma má reputação quando bateu em um juiz e distribuiu literatura anti-semita no Palácio da Justiça de Bruxelas".
Depois de 2000, ele viveu entre a Bélgica e a Espanha, e é considerado um especialista em arte e literatura do período pós Guerra Civil Espanhola de 1939 a 1990. Ele tem um filho de um relacionamento com uma belga.
Sua tentativa de assassinato contra o papa foi descrita por ele como um "sacrifício" pela salvação da Igreja e da Espanha. Disse que não era louco e que não se arrependia de seu ato, mesmo que não o repetisse, pois havia evoluído. Ele se descreveu como um pecador, mas disse que não havia cometido um crime. Ele acusou o assassino Mehmet Ali Ağca de ser anticristão e antiocidental e de manter o papa como o líder das cruzadas. Fernández y Krohn disse ainda que João Paulo II nunca o perdoou, ao contrário de Ağca.